# 노장구
세와시는 노진구의 고손자로 최초로는 노진구를 고조할아버지가 아닌 할아버지로 칭하였다.

## 개요
노비타의 고손자이다. 22세기의 도쿄에서 어릴 적 도라에몽의 보살핌을 받고 자랐다. 지금은 도라미의 도움을 받는다. 왜냐하면 도라에몽이 자신의 조상인 노비타를 도우러 갔기 때문이다.

## 노비 가문
노비사쿠를 시작으로 노비 가문은 노비스케 (1세)까지 잘 나간다고 볼 수 있으나 노비타로 인해 노비 가문에 위기가 닥친다. 도라에몽으로 인하여 노비타는 시즈카와 결혼하며 노비스케 (2세)를 낳는다. 하지만 세와시는 여전히 고손자로 두게 된다.